# Luis Adrianzén Ojeda
Luis Alfonso Adrianzén Ojeda (Lima, 16 de junio de 1965) es un abogado peruano. Fue ministro de Trabajo y Promoción del Empleo del Perú, entre enero y abril de 2023; en el gobierno de Dina Boluarte.

## Biografía
Tras realizar estudios de Derecho y Ciencias Políticas (1984-1990), se graduó de bachiller en la Universidad de San Martín de Porres, y en 2004 obtuvo el título de abogado por la Universidad Alas Peruanas.
Realizó estudios de maestría en Comunicación  (2001), en la Pontificia Universidad Católica del Perú.
Tiene un diplomado en el Programa de Gobernabilidad y Gerencia Política (2007) y otro en Ciencia Política, con mención en Estudios parlamentarios (2007-2008), por la Pontificia Universidad Católica del Perú.

### Trayectoria
Fue asesor del Despacho Viceministerial del Ministerio de Salud (1990). También se desempeñó como redactor en el Diario Oficial "El Peruano" (1992).
Se desempeñó como asesor de Prensa Viceversa S.A. (1994-1996), asesor Técnico del Congreso de la República (2001), y asesor de la Alta Dirección del Ministerio de Defensa (2003-2004).
Entre 2005 y 2006, fue coordinador del Programa de Formación de Aspirante (PROFA) de la Academia de la Magistratura.
Así mismo fue, asesor principal de Despacho Parlamentario en el Congreso de la República (2006-2010), donde luego fue asesor principal del Grupo Parlamentario Nacionalista Gana Perú (2011-2013) y Jefe del Gabinete de Asesoramiento Técnico de la Mesa Directiva (2013-2014).
En julio de 2014, fue designado secretario general del Ministerio de Trabajo y Promoción del Empleo. Mantuvo este cargo hasta abril de 2015. También fue director general de Derechos Fundamentales, Seguridad y Salud en el Trabajo (2015).
En diciembre de 2014, fue designado Viceministro de Promoción del Empleo y Capacitación Laboral del Ministerio de Trabajo y Promoción del Empleo, en calidad de encargado. Mantuvo este cargo hasta agosto de 2015.
Trabajó en el Ministerio de Justicia y Derechos Humanos como: Secretario general (2015) y asesor del Despacho Viceministerial de Derechos Humanos y Acceso a la Justicia (2015-2016).
En mayo de 2020, fue nombrado gerente de Desarrollo Económico e Inversión Privada en el Municipio del Distrito La Molina.
En 2021, se desempeñó como subgerente de Limpieza Pública y Ornato en el Municipio del Distrito de Magdalena del Mar, y posteriormente como asesor municipal.
Así mismo, fue secretario general del Ministerio de la Producción, entre abril y septiembre de 2022.
El 13 de diciembre de 2022, fue nombrado jefe de gabinete del Ministerio de Defensa, manteniendo este cargo hasta el 22 del mismo mes. El día 24 de ese mismo mes, fue designado secretario general de la Presidencia del Consejo de Ministros. Presentó su renuncia al cargo, cuando fue nombrado ministro de Estado.

### Ministro de Estado
El 13 de enero de 2023, fue nombrado y posesionado por la presidenta Dina Boluarte, como ministro de Trabajo y Promoción del Empleo del Perú.
El 10 de febrero de 2023, el semanario Hildebrandt en sus trece, dio a conocer que, Carola Rodríguez, la recién contratada asesora del ministro Adrianzén, es excuñada del premier Otárola. Por este caso, el Ministerio Público, abrió una investigación preliminar en contra de los dos ministros, por el delito de colusión agravada. En marzo siguiente, la congresista Kelly Portalatino presentó una moción de interpelación en el Congreso, en contra del premier Otárola y el ministro Adrianzén, sobre el mismo caso.
Mantuvo este cargo hasta el 23 de abril del mismo año, cuando la presidenta Boluarte hizo una recomposición de su gabinete.